# 小林広人
小林 広人（こばやし ひろと、1992年11月13日 - ）は、ラグビーユニオンの選手。

## 略歴
2011年、大阪桐蔭高校卒業後、近畿大学に入学する。
2014年、近畿大学ラグビー部のBKリーダーに就任した。
2015年、近畿大学卒業後、ヤマハ発動機ジュビロ(現・静岡ブルーレヴズ)に加入。
2017年10月8日に行われたジャパンラグビートップリーグ第7節のNECグリーンロケッツ戦にて途中出場で公式戦初出場を果たす。
2023年、花園近鉄ライナーズに加入。
2025年5月、花園近鉄ライナーズを退団。